# Pedro Eunápio da Silva Deiró
Pedro Eunápio da Silva Deiró (Santo Amaro, 18 de janeiro de 1829 — Rio de Janeiro 11 de abril de1909) foi um jornalista, político, advogado e escritor brasileiro, patrono da cadeira número 25 da Academia de Letras da Bahia.

  

## Vida e obra
Nascido em Santo Amaro-BA, em 1829, é autor de produção variada  no campo da biografia, direito e crítica literária , a saber: 
- 1897 Byron [2] [3]
- Cornélio Tácito

- 1871 Correio da Bahia
- 1855 Diário da Bahia

- Dispersos

- 1892 Dom Pedro II

- 1897 Duas poetizas

- 1883 Estadistas e parlamentares brasileiros

- Estudo sobre a revolução de 1830

- Estudos sobre a tradução de Tácito pelo doutor Magalhães Castro

- Introdução de Jocelyn

- 1858 Memória sobre o magistério e escritos filosóficos do doutor Salustiano José Pedrosa

- 1867 Notícia sobre as poesias do doutor Antônio de Castro Alves

- Notícia sobre o poemeto inédito "O bandido holandês", do doutor José Joaquim Landulfo da Rocha Medrado

- Notícia sobre o poeta Luís Nicolau Fagundes Varela

- 1897 O castigo da blasfêmia, balada do poeta alemão Burger

- 1898 O cristianismo

- O idílio do 5º ato de Ernani, de Victor Hugo

- Perfil Biográfico do Barão de Cotegipe

- 1893 A história e a legenda pelo conselheiro João Manuel Pereira da Silva

- 1897Propércio

- Safo, elegia de Lamartine

- Tibulo

- 1899 Um estadista do império

- 1880 Um traço sobre a Assembleia Constituinte

- 1897 Uma reminiscência [2] [4] [3]

Colaborou para o Jornal do Comércio do Rio de Janeiro. Faleceu em 1909  . A Rua Eunápio Deiró no Bairro de Realengo é assim denominada em sua homenagem. 